# Kitab mafàkhir al-bàrbar
Kitab mafàkhir al-bàrbar és una compilació històrica d'autor anònim, destinada a cantar les glòries del poble amazic del Marroc i l'Àndalus.
Una part fou editada per Évariste Lévi-Provençal a Rabat el 1934 per l'Institut d'Alts Estudis Marroquins amb el títol de Fragments historiques sur les berbères au moyen âge. Nubadh tarikhiyya fi-akhbar al-bàrbar fi-l-qurun al-wustà. Fou una referència principal per a Ibn Khaldun. L'autor anònim era un amazic que va redactar la compilació el 1312.